# Плешовці
Плешовці (словац. Pliešovce, угор. Tótpelsőc) — село, громада в окрузі Зволен, центральна Словаччина. Кадастрова площа громади — 56,28 км². Населення — 2 365 осіб (за оцінкою на 31 грудня 2017 р.). Протікає річка Нересниця.
Перша згадка 1332 року.

## Населення
| Рік:            | 1994. | 2004.   | 2014.   | 2024.   |
| --------------- | ----- | ------- | ------- | ------- |
| Кількість осіб: | 2259  | 2203    | 2279    | 2262    |
| Різниця:        |       | -2,47 % | +3,44 % | -0,74 % |

| Рік:            | 2023. | 2024.   |
| --------------- | ----- | ------- |
| Кількість осіб: | 2265  | 2262    |
| Різниця:        |       | -0,13 % |